# City of Angels
City of Angels (bra: Cidade dos Anjos) é um filme teuto-estadunidense de 1998, do gênero romance, dirigido por Brad Silberling. O filme é um remake da película alemã Der Himmel über Berlin, realizada em 1987 pelo diretor alemão Wim Wenders.

## Sinopse
O filme conta a história do anjo Seth,  encarregado de tomar conta de Los Angeles e que se apaixona pela mortal Maggie,  uma cirurgiã que fica transtornada enquanto um paciente perde a vida na sua mesa de cirurgia. Seth acompanha o sofrimento de Maggie e desenvolve sentimentos por ela que transformam sua condição imortal, de repente ele  pensa em desistir da eternidade para ficar com ela.

## Elenco
- Nicolas Cage, como Seth Plate
- Meg Ryan, como Maggie Rice
- Andre Braugher, como Cassiel
- Dennis Franz, como Nathaniel Messinger
- Colm Feore, como Jordan Ferris
- Robin Bartlett, como Anne
- Joanna Merlin, como Teresa Messinger

## Recepção
No agregador de críticas Rotten Tomatoes, que categoriza as opiniões apenas como positivas ou negativas, o filme tem um índice de aprovação de 58% calculado com base em 60 comentários dos críticos que é seguido do consenso: "City of Angels pode não puxar as cordas do coração tão facilmente quanto pretende, mas os resultados finais ainda vão deixar mais do que alguns espectadores em lágrimas." Já no agregador Metacritic, com base em 22 opiniões de críticos que escrevem em maioria para a imprensa tradicional, o filme tem uma média aritmética ponderada de 54 entre 100, com a indicação de "revisões mistas ou neutras".

## Trilha sonora
| N.º | Título                                       | Duração |  |
| 1.  | "If God Will Send His Angels - U2"           | 4:31    |  |
| 2.  | "Uninvited - Alanis Morissette"              | 4:34    |  |
| 3.  | "Red House - Jimi Hendrix"                   | 3:49    |  |
| 4.  | "Feelin'Love - Paula Cole"                   | 5:38    |  |
| 5.  | "Mama, You Got a Daughter - John Lee Hooker" | 3:41    |  |
| 6.  | "Angel - Sarah McLachlan"                    | 4:29    |  |
| 7.  | "Iris - Goo Goo Dolls"                       | 4:50    |  |
| 8.  | "I Grieve - Peter Gabriel"                   | 8:09    |  |
| 9.  | "I Know - Jude (singer)"                     | 4:34    |  |
| 10. | "Further On Up the Road - Eric Clapton"      | 7:26    |  |
| 11. | "Angel Falls - Gabriel Yared"                | 4:54    |  |
| 12. | "Unfeeling Kiss - Gabriel Yared"             | 3:42    |  |
| 13. | "Spreading Wings - Gabriel Yared"            | 4:25    |  |
| 14. | "City of Angels - Gabriel Yared"             | 7:07    |  |

[carece de fontes?]

## Principais prêmios e indicações
O filme teve dezenove indicações para diversos prêmios, tendo ganho oito deles. Alguns destes foram:
Globo de Ouro 1999 (EUA)
- Indicado na categoria de Melhor Canção Original para Cinema (Uninvited).

Grammy 1999 (EUA)
- Indicado nas categorias de Melhor Composição Instrumental (Trilha Sonora) Escrita para Cinema ou Televisão, Melhor Canção Escrita Especificamente para Cinema ou Televisão (Uninvited).

MTV Movie Awards 1999 (EUA)
- Indicado nas categorias de Melhor Canção para Cinema (Iris) e Melhor Dupla de Cinema (Nicolas Cage e Meg Ryan).

Satellite Awards 1999 (EUA)
- Indicado na categoria de Melhor Filme para Cinema.

ASCAP Film and Television Music Awards (EUA)
- Venceu nas categorias de Canções de Filmes Mais Executadas (Uninvited) e Filmes com Maior Bilheteria.[carece de fontes?]